# Фрідеріх
Фрідеріх (д/н — 492/493) — останній володар королівства придунайських ругів.

## Життєпис
Був сином Фелетея, короля ругів, і остготки Гізо. Перша згадка про нього в історичних джерелах відноситься до 482 року, коли він був ще дитиною. Згідно «Життя святого Северина», жорстокість Гізо викликала заколот серед придворних рабів: бранці-ювеліри, схопивши Фрідеріха, погрожували вбити його, якщо їм не буде дарована свобода. Королева повинна була погодитися на це.
У 486 або 487 році союзник короля Фелетея, правитель Італії Одоакр, зробив спробу підтримати ворога Флавія Зенона, імператора Візантії, — Ілла. Натомість імператор перетягнув на свій бік батька Фрідеріха. Король ругів розпочав підготовку до вторгнення до Італії. Під час цього Фрідеріх убив свого стрийка Фердерух, що був прихильником Одоакра.
У свою чергу Одоакр діяв на випередження — восени 487 року здійснив похід на ругів, переміг Фелетея поблизу Віденського Лісу. Фрідеріху з частиною війська вдалося врятуватися, але його батьків було схоплені поблизу Дунаю, привезено до Італії і тут страчено. У 488 році Фрідеріх, що володів частиною королівства поблизу Лавріаку, спробував оволодіти землями на північ від Дунаю, однак зазнав поразки від брата Одоакра — Оунульфа. Цим був покладений остаточний кінець існуванню королівства придунайських ругів. За іншими відомостями Фрідеріх дочекався відходу військ Одоакра й знову зайняв батьківські землі. Лише у 489 році зазнав поразки від Оунульфа.
Із залишками ругів Фрідеріх відступив на території, контрольовані остготами. Взимку 489 року він прибув до табору свого родича по матері Теодориха Великого в Новах і визнав того своїм покровителем. Ймовірно, з цією подією пов'язані згадки Теодориха в середньовічних хроніках не лише як короля остготів, а й як короля ругів.
У складі війська Теодориха Великого Фрідеріх на чолі ругів брали участь в завоюванні Італії. У серпні 490 року Фрідеріху було доручено захист Павії. Тут дії ругів викликали обурення городян. Побоюючись заколоту місцевих жителів, 18 або 22 серпня 491 року Теодоріх особисто прибув до Павії і покарав Фрідеріха за злочинність.
Ображений діями Теодориха, Фрідеріх незабаром підняв заколот проти короля остготів і в 492 році приєднався зі своїми ругами до військового магістру Одоакра — вождя герулів Туфа. Теодоріх Великий, зайнятий війною з Одоакром, не зміг відправити військо для придушення заколоту. Проте невдовзі Фрідеріх посварився з Туфою. У 493 році між Вероною і Тренто завдав поразки Туфі, який загинув. Про долю Фрідеріха більше відомостей не збереглося: можливо, він теж загинув, або здався королю Теодоріху.